# اس‌اس کونته گرانده
اس‌اس کونته گرانده (به انگلیسی: SS Conte Grande) یک کشتی بود که طول آن 198.9 m (624 ft) بود. این کشتی در سال ۱۹۲۷ ساخته شد.